# Charlotte (Schiff, 1991)
Das Fährfahrzeug Charlotte verkehrt auf der Fähre Ketzin über die Havel. Die Fähre verbindet die Stadt Ketzin, orographisch rechts gelegen, und den zur Gemeinde Groß Kreutz (Havel) gehörenden Ort Schmergow und führt die Landesstraße L 86 über die Havel. Es handelt sich bei der Fähre um eine nicht frei fahrende Autofähre, die aufgrund der Breite des Flusses an einer Kette geführt wird.

## Geschichte
Vermutlich wurde bereits während früher Besiedlungsphasen an dieser Stelle die Havel überquert. Sie ist an dieser Stelle, im Gegensatz zur flussabwärts folgenden Seenstrecke, mit kaum 170 Meter Breite vergleichsweise schmal. Früher waren die umliegenden Uferbereiche meist sumpfig und schwer zugängig. Bereits im Jahr 1305 wird im Verlauf einer mittelalterlichen Straße von Spandau über Ketzin zum Kloster Lehnin und weiter nach dem Kurfürstentum Sachsen eine Flussquerung an dieser Stelle mittels eines Holzfloßes erwähnt. Ein schriftlich festgelegtes Fährrecht für die Stadt Ketzin gibt es seit 1375. In einer Bürgerliste der Stadt wird im Jahr 1576 ein Fährmann erwähnt. Bereits 1906 wurde das Fährfahrzeug motorisiert, nachdem es bis dahin noch von mehreren Fährknechten im Handbetrieb von Ufer zu Ufer bewegt wurde. Während des Zweiten Weltkrieges sank die Fähre. Sie wurde nach Kriegsende gehoben und wieder fahrbereit gemacht. Erst in den 1960er Jahren wurde sie durch eine neue Fähre ersetzt. Die heutige Fähre ist seit 1991 im Einsatz. Sie wurde von einem Zweizylinder-Dieselmotor mit einer Leistung von ca. 30 PS angetrieben. Dieser Motor wirkt über eine Kupplung auf Kettenräder, die in eine quer im Fluss verlegte Kette greifen. Die Kette ist auf beiden Uferseiten fest verankert und um viele Meter länger als der Fluss breit, das heißt, sie liegt auf dem Grund auf. Das Fährfahrzeug zieht sich an dieser Kette über die Havel. Ein Drahtseil dient als Führung und zur Sicherung.

## Umbau und Modernisierung
Der Fährbetrieb der Ketziner Havelfähre wurde ab dem 1. November 2022 für mindestens 4 Monate unterbrochen. Grund waren Umbauarbeiten am Fährfahrzeug. In den letzten Jahren zeigten sich erste Verschleißerscheinungen an der Charlotte. Ihr Antriebssystem war wiederholt ausgefallen und hatte die übliche Standzeit bereits überschritten. Die Stadt Ketzin als Betreiber der Fähre hatte sich dazu entschieden das Fährfahrzeug zu modernisieren und unter anderem mit einem Elektroantrieb zu versehen.
Das Fährfahrzeug Charlotte verließ am 10. November 2022 als Schubverband gekoppelt mit dem Schubboot Edwald vom Typ Typ 190 Z den Fähranleger in Ketzin an der Unteren Havel-Wasserstraßen in Richtung Elbe zur Werft in Tangermünde. Zuvor mussten bestimmte Vorbereitungen für die Fahrt getroffen werden wie der Abbau des Radargerätes und einiger störenden Aufbauten wegen der teilweise niedrigen Brückendurchfahrtshöhen im Pareyer Verbindungskanal. Anfang April 2023 kehrte das Fährfahrzeug nach Ketzin zurück und der Fährverkehr, jetzt emissionsarm und elektrisch angetrieben, wurde am 7. April 2023 wieder aufgenommen. Der Akkumulatorenblock wird während der nächtlichen Liegezeit über einen Landstromanschluss geladen.

## Bilder

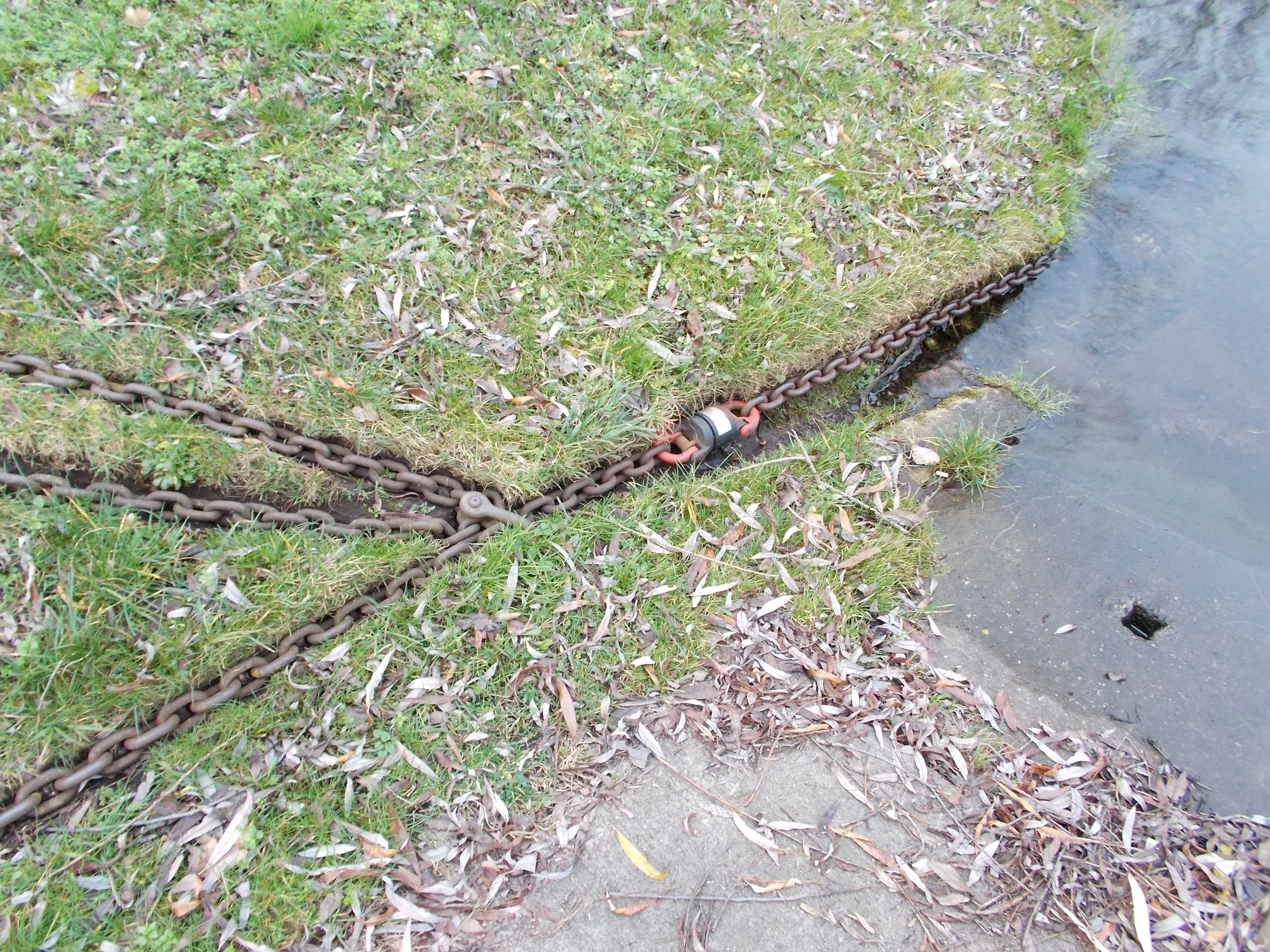
Kette der Fähre auf der orographisch links gelegenen Flussseite
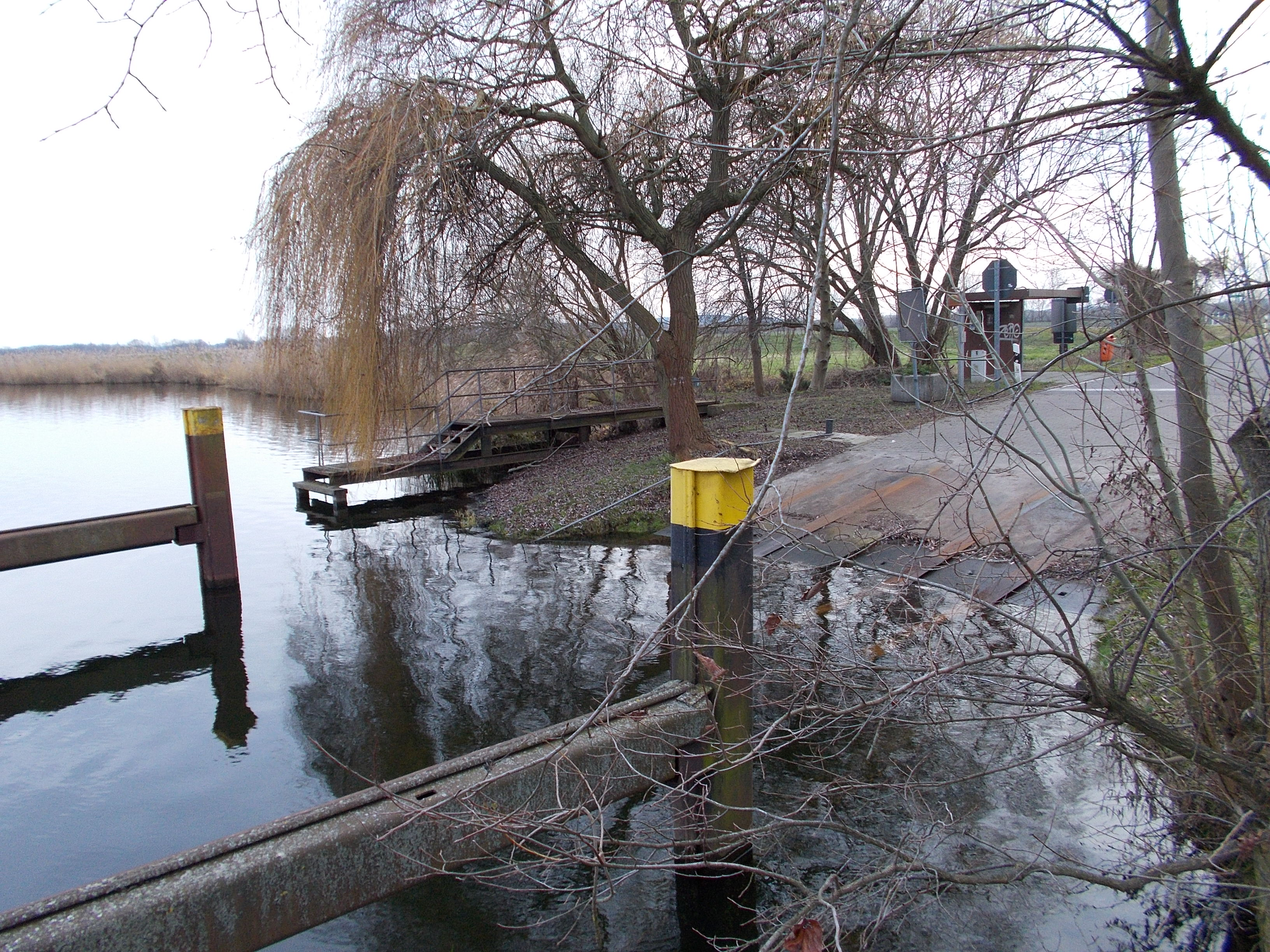
Fähranleger Schmergow
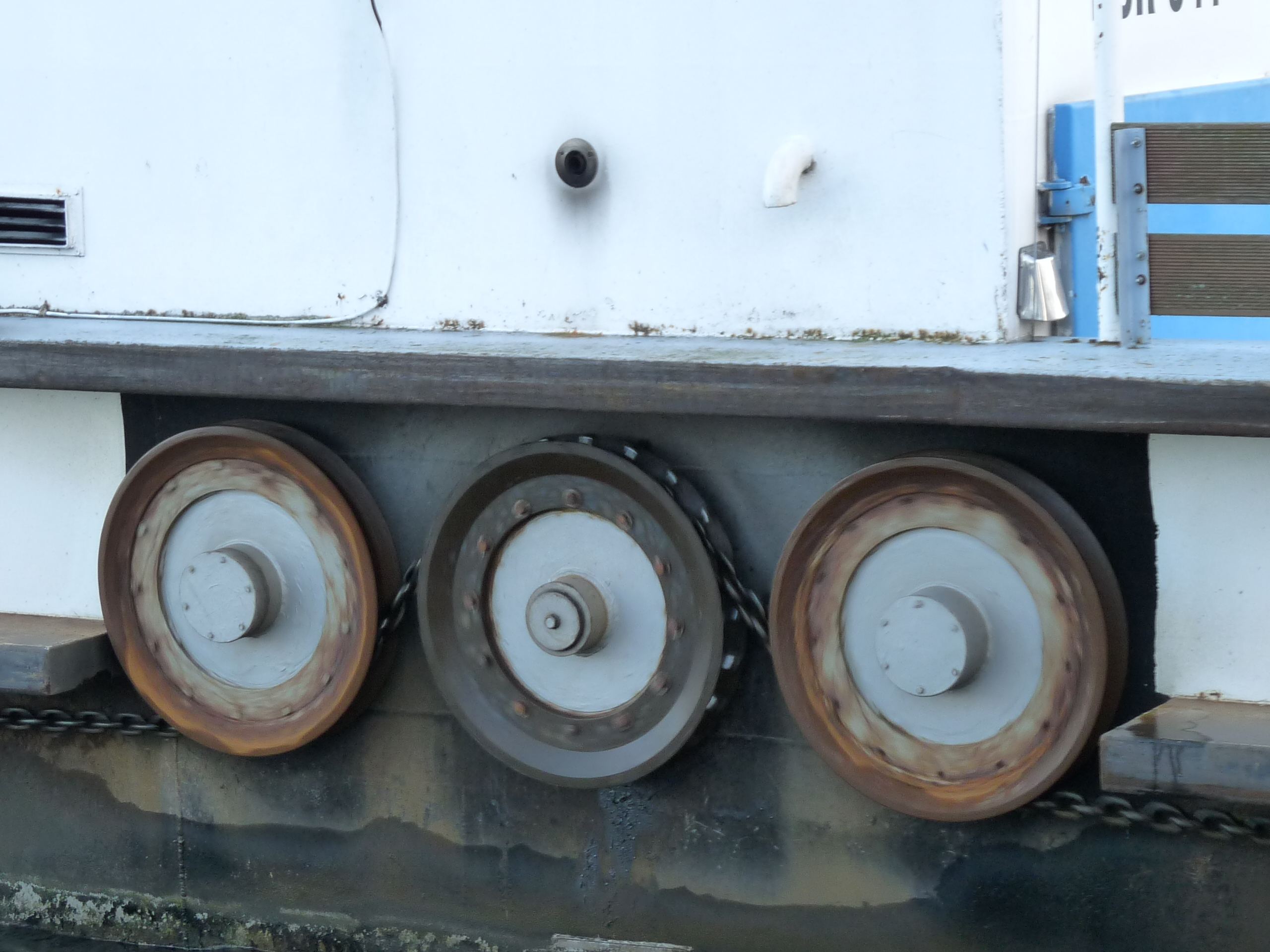
Kettennuss und Führungsräder an der Fähre
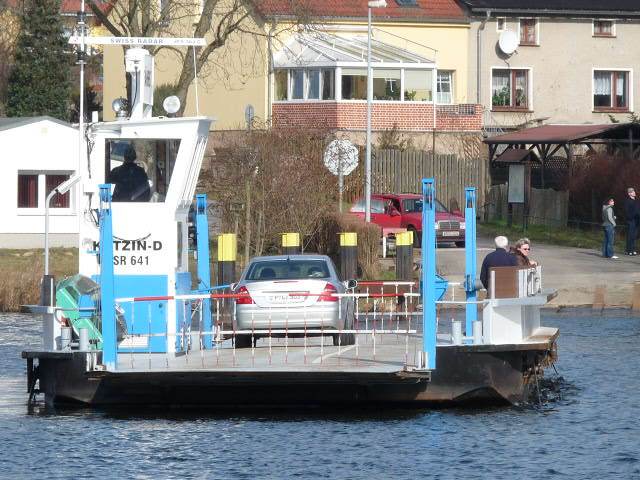
Die Fähre kurz vor dem Ketziner Anleger
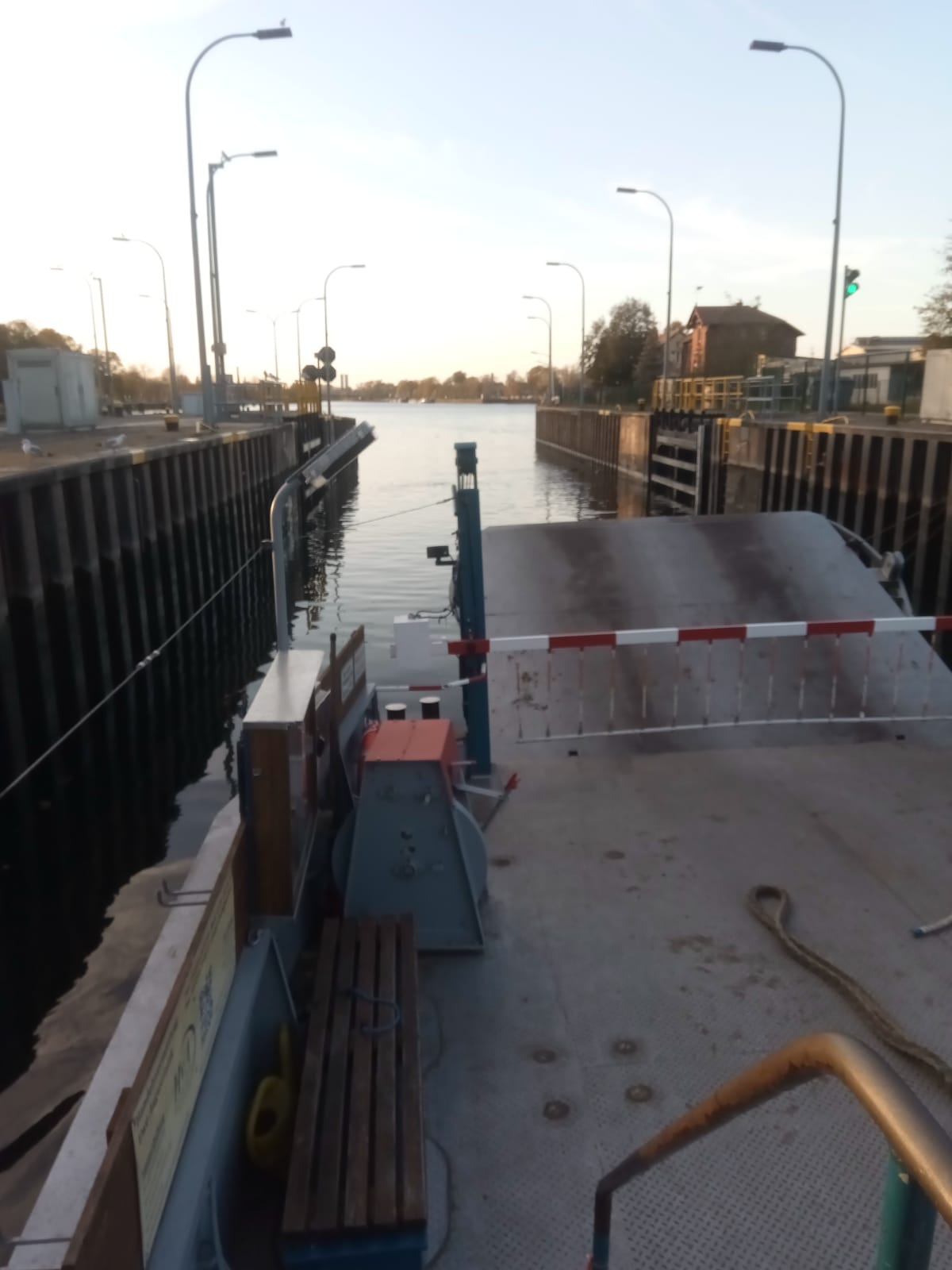
Ausfahrt Schleuse Brandenburg
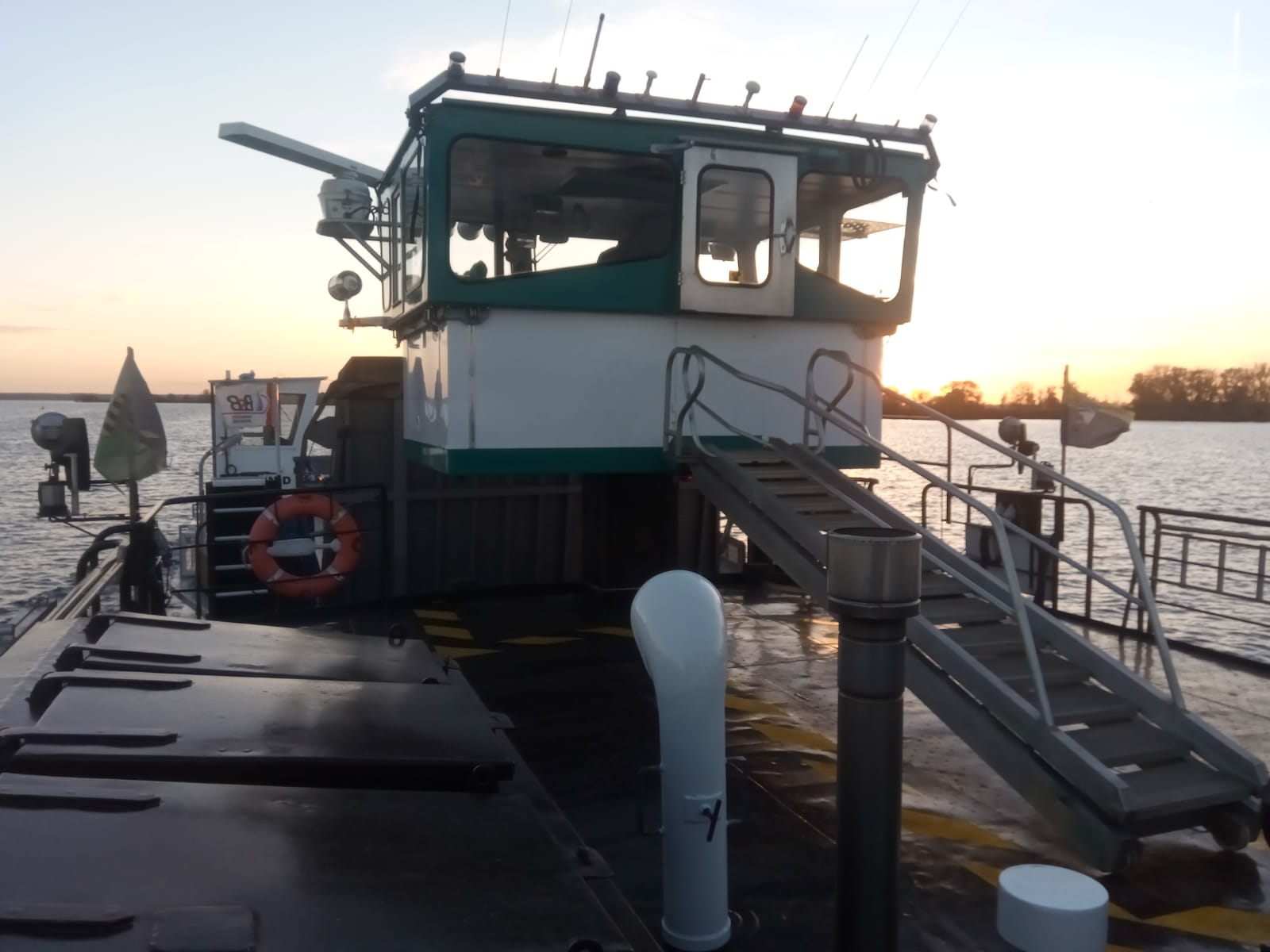
Im Schubverband mit Edwald